# Župnija Šmarca - Duplica
Župnija Šmarca - Duplica je rimskokatoliška teritorialna župnija Dekanije Kamnik Nadškofije Ljubljana. Župnijska cerkev Župnije Šmarca - Duplica je posvečena sv. Mavriciju, mučencu.